# Abdelaziz Safsafi
 (janvier 2020).
Si vous disposez d'ouvrages ou d'articles de référence ou si vous connaissez des sites web de qualité traitant du thème abordé ici, merci de compléter l'article en donnant les références utiles à sa vérifiabilité et en les liant à la section « Notes et références ».
Abdelaziz Safsafi est un footballeur algérien né le 14 février 1954 à Bouinan dans la wilaya de Blida. Il évoluait au poste de milieu central.
Il compte 55 sélections en équipe nationale entre 1973 et 1980, pour trois buts inscrits.

## Biographie
Abdelaziz Safsafi commence sa carrière en minimes au RC Kouba où il a fait toutes ses classes. Il joue ensuite pendant douze saisons avec les seniors du RCK. Il termine sa carrière à l'USM Blida.
Avec le RC Kouba, il remporte un titre de champion d'Algérie en 1981. L'année suivante, il participe à la Coupe des clubs champions africains. Son équipe s'incline en quart de finale face au club nigérian des Enugu Rangers.
Il joue son premier match en équipe nationale le 13 août 1973, contre les Émirats arabes unis (victoire 2-0). Il reçoit sa dernière sélection le 19 novembre 1980, contre la Pologne (défaite 5-1). Il a joué un total de 55 sélections et inscrit trois buts avec l'Algérie.

## Palmarès

### En clubs
- Champion d'Algérie en 1974 avec la JS Kabylie et en 1981 avec le RC Kouba.
- Vice-champion d'Algérie en 1975 avec le RC Kouba.
- Vainqueur de la supercoupe d'Algérie en 1981 avec le RC Kouba.

### En équipe nationale
- Vainqueur des Jeux africains en 1978.